# رافاييل مارتينز فييرا دا سيلفا
رافاييل مارتينز فييرا دا سيلفا هو لاعب كرة قدم برازيلي في مركز الدفاع، ولد في 27 ديسمبر 1995 في البرازيل. لعب مع نادي ترنتشين.

## وصلات خارجية
- رافاييل مارتينز فييرا دا سيلفا على موقع قاعدة بيانات كرة القدم.إي يو (الإنجليزية)
- رافاييل مارتينز فييرا دا سيلفا على موقع Soccerway.com (الإنجليزية)